# Megistotherium
Megistotherium ist eine ausgestorbene Gattung der Hyaenodonta, aus der paraphyletischen Unterfamilie Hyainailourinae, die in Afrika lebte.

## Etymologie
Der Name stammt aus dem Altgriechischen von μέγιστον mégiston „größtes, gewaltigstes“ und θήρ thēr (bzw. θηρίον thērion) „Tier“.

## Beschreibung
Megistotherium osteothlastes ist die einzige bekannte Art dieser Gattung. Megistotherien waren große Hyainailouridae, die während des frühen Miozäns lebten. Ihre Überreste sind in Ngorora, Kenia sowie in den Muruyur beds in Kenia, Ägypten, Namibia, Uganda sowie Libyen gefunden worden. 1973 beschrieben durch R. J. G. Savage sind Megistotherien mit die größten bekannten Hyaenodonta. Wie bei anderen Hyaenodonta war ihr Schädel relativ groß im Vergleich zu ihrem Körper (bis 66,4 cm). Ihr Gewicht wird auf bis zu 500 kg geschätzt.

## Paläoökologie
Die Wüste Sahara war im Miozän ein sehr viel fruchtbareres Land als heute. Ein großer Teil davon war Grasland, und es gab reichlich Niederschlag. Es gab Seen und Teiche, die einer großen Vielzahl von Tieren eine Versorgung mit Wasser boten und damit Megistotherium reichlich Beutetiere zur Jagd. Es sind Knochen von Gomphotherium zwischen denen von Megistotherium gefunden worden, was darauf hindeutet, dass diese gejagt wurden.